# Esiliiga 1998
L'edizione 1998 fu l'8ª edizione dell'Esiliiga. Vide la vittoria finale del Levadia Maardu.

## Formula
Dato che, così come in Meistriliiga, il formato passò da quello europeo a quello solare; 
fu disputata una stagione di transizione che vide le 8 squadre partecipanti incontrarsi in un girone di andata e di ritorno, per un totale di 14 giornate. Erano previsti una promozione diretta, un play-off spareggio con la penultima (settima) di Meistriliiga e un play-out.

## Squadre partecipanti
| Club                | Città        | Stagione precedente                                |
| ------------------- | ------------ | -------------------------------------------------- |
| Kalev Sillamäe      | Sillamäe     | 6° in Esiliiga, 4º nel girone p/r per Esiliiga     |
| Kuressaare          | Kuressaare   | In III Liiga, ripescato                            |
| Levadia Maardu      | Maardu       | Squadra di nuova fondazione                        |
| Lootus Kohtla-Järve | Kohtla-Järve | Squadra di nuova fondazione                        |
| Merkuur Tartu       | Tartu        | 4° in Esiliiga, 6º nel girone p/r per Meistriliiga |
| Pärnu               | Pärnu        | 7° in Esiliiga, 4º nel girone p/r per Esiliiga     |
| Vigri Tallinn       | Tallinn      | in II Liiga, 2º nel girone p/r per Esiliiga        |
| Valga               | Valga        | In II Liiga, ripescato                             |

## Classifica finale
|  | Pos. | Squadra             | Pt | G  | V | N | P  | GF | GS | DR  |
|  | ---- | ------------------- | -- | -- | - | - | -- | -- | -- | --- |
|  | 1    | Levadia Maardu      | 32 | 14 | 9 | 5 | 0  | 29 | 7  | +22 |
|  | 2    | Vigri Tallinn       | 27 | 14 | 8 | 3 | 3  | 28 | 12 | +46 |
|  | 3    | Lootus Kohtla-Järve | 22 | 14 | 6 | 4 | 4  | 21 | 19 | +2  |
|  | 4    | Valga               | 19 | 14 | 5 | 4 | 5  | 14 | 11 | +3  |
|  | 5    | Kalev Sillamäe      | 18 | 14 | 5 | 3 | 6  | 15 | 23 | -8  |
|  | 6    | Kuressaare          | 17 | 14 | 4 | 5 | 5  | 20 | 19 | +1  |
|  | 7    | Merkuur Tartu       | 15 | 14 | 5 | 0 | 9  | 21 | 31 | -10 |
|  | 8    | Pärnu               | 5  | 14 | 1 | 2 | 11 | 14 | 40 | -26 |

### Spareggio promozione/retrocessione per Meistriliiga
| Tallinn Andata | Vigri Tallinn | 0 – 2 | EP Jõhvi |  |

| Jõhvi Ritorno | EP Jõhvi | 0 – 0 | Vigri Tallinn |  |

### Spareggio promozione/retrocessione per Esiliiga
| Tallinn Andata | MC Tallinn | 1 – 1 | Kuressaare |  |

| Kuressaare Ritorno | Kuressaare | 0 – 1 | MC Tallinn |  |

### Verdetti
- Levadia Maardu promosso in Meistriliiga 1999.
- Kuressaare ripescato in Esiliiga dopo lo spareggio.
- Merkuur Tartu e Pärnu retrocessi in II Liiga.